# 오타케 히데오
오타케 히데오(大竹英雄, 1942년 5월 12일 ~ )은 일본기원 도쿄본원 소속의 프로 바둑기사이다. 또 하나의 호칭은 명예기성(名誉碁聖)이다. 

## 입상
- 1964년 : 제8기 일본 바둑 선수권 대회 타카 마츠노 미야상 수상(6단)
- 1965년 : 제9기 일본 총리배 쟁탈전 우승(9단)
- 1967년 ~ 1968년 : 제6,7기 일본기원 1위 결정전 2연패(8단)
- 1968년 : 제15회 NHK배 TV 바둑 선수권대회 우승(8단)
- 1969년 : 제8기 일본 십단전 우승 십단 쟁취(9단)
- 1971년 : 제18회 NHK배 TV 바둑 선수권대회 우승
- 1973년 : 제20회 NHK배 TV 바둑 선수권대회 우승
- 1975년 : 제22회 NHK배 TV 바둑 선수권대회 우승
- 1975년 : 제14기 일본 구 명인전 우승 명인
- 1976년 : 아사히 신문 주최 제1기 일본 명인전(名人戰) 우승 명인 취득 (상대, 이시다 요시오(石田芳夫)9단
- 1978년 ~ 1979년 : 제3,4기 일본 명인전(名人戰) 우승 2연패,제8기 일본 기성전(棋聖戰)우승 기성(棋聖) 취득
- 1980년 : 제18기 일본 십단전(十段戦) 우승 십단(十段) 취득 (상대 가토 마사오(加藤正夫) 9단
- 1981년 : 제3기 JAA배 우승,제6기 일본 작은 기성전(碁聖戦)우승 2연패 (상대 가토 마사오(加藤正夫)9단,제19기 일본 십단전(十段戦) 우승 (상대 하시모토 쇼지(橋本昌二)9단
- 1982년 : 제7기 일본 작은 기성전(碁聖戦) 우승 3연패 (상대 조치훈 9단)
- 1983년 : 제8기 일본 작은 기성전(碁聖戦) 우승 4연패
- 1984년 : 제9기 일본 작은 기성전(碁聖戦) 우승 5연패 (상대 가토마사오(加藤正夫)9단 그리고 5연패 달성에 의한 명예 기성(名誉碁聖)예의 자격 획득
- 1985년 : 제10기 일본 작은 기성전(碁聖戦)우승 대회 6연패 최다기록 (상대 오노 리오(工藤紀夫)9단 ★작은 기성 6연패(통산7기）
- 1992년 : 제5회 후지쯔배 세계바둑 선수권 대회 우승
- 1993년 : 제31기 일본 십단전(十段戦)우승 (상대 다케미야 마사키(武宮正樹)9단
- 1994년 : 제32기 일본 십단전(十段戦)우승 2연패 (상대 고바야시 고이치(小林光一)9단,(명인)名人)
- 1999년 : 제5기 JT배 우승
- 2008년 12월 ~ 2012년 6월 : 일본 기원 이사장
- 2012년 6월 ~ 2020년 6월 : 일본기원 고문
- 2021년 12월 15일 : 은퇴

## 통산 성적
오다케 히데오(大竹英雄) 9단은 1956년부터 2021년까지 통산 1319승 846패 5복기 1무승부를 기록했다.

## 국제 기전 성적
| 기전       | 1988 | 1989 | 1990 | 1991 | 1992   | 1993 | 1994 | 1995 | 1996 | 1997 | 1998 | 1999 | 2000 |
| ---------- | ---- | ---- | ---- | ---- | ------ | ---- | ---- | ---- | ---- | ---- | ---- | ---- | ---- |
| 잉씨배     | ×    | -    | -    | -    | 준우승 | -    | -    | -    | 16강 | -    | -    | -    | 8강  |
| 후지쯔배   | ×    | ×    | 16강 | ×    | 우승   | 8강  | 16강 | ×    | ×    | 24강 | ×    | ×    | ×    |
| 동양증권배 | ×    | ×    | 16강 | -    | ×      | ×    | 16강 | ×    | -    | ×    | ×    | 중지 | -    |
| 삼성화재배 | -    | -    | -    | -    | -      | -    | -    | -    | 32강 | ×    | ×    | ×    | ×    |
| LG배       | -    | -    | -    | -    | -      | -    | -    | -    | ×    | ×    | ×    | ×    | ×    |
| 춘란배     | -    | -    | -    | -    | -      | -    | -    | -    | -    | -    | ×    | ×    | ×    |
| TV아시아   | -    | ×    | ×    | ×    | ×      | ×    | 우승 | 4강  | ×    | ×    | ×    | ×    | ×    |
| 농심배     | -    | -    | -    | -    | -      | -    | -    | -    | -    | -    | -    | ×    | ×    |